# 이스타지우 두 모룸비
이스타지우 두 모룸비(포르투갈어: Estádio do Morumbi)는 브라질 상파울루에 위치한 축구 경기장이다. 공식 명칭은 공사 기간 상파울루 FC 회장을 맡다 완공 전 사망한 시세루 폼페우 지 톨레두의 이름을 딴 이스타지우 시세루 폼페우 지 톨레두(포르투갈어: Estádio Cícero Pompeu de Toledo)이다. 수용 인원은 67,052명이다.

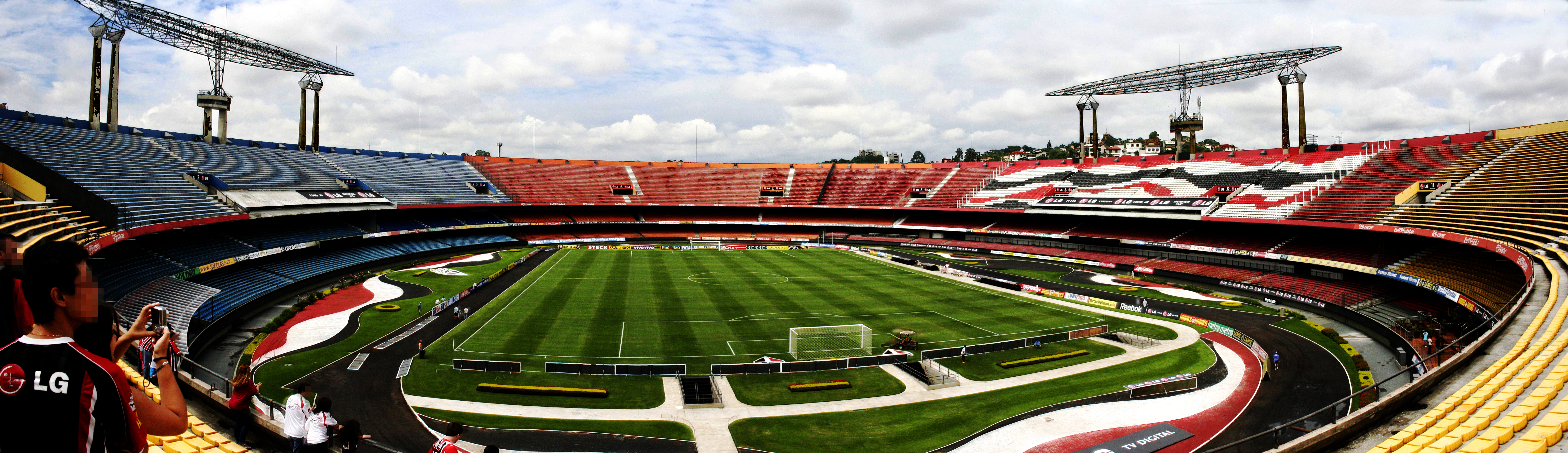
경기장 파노라마